# レオポルト・グメリン

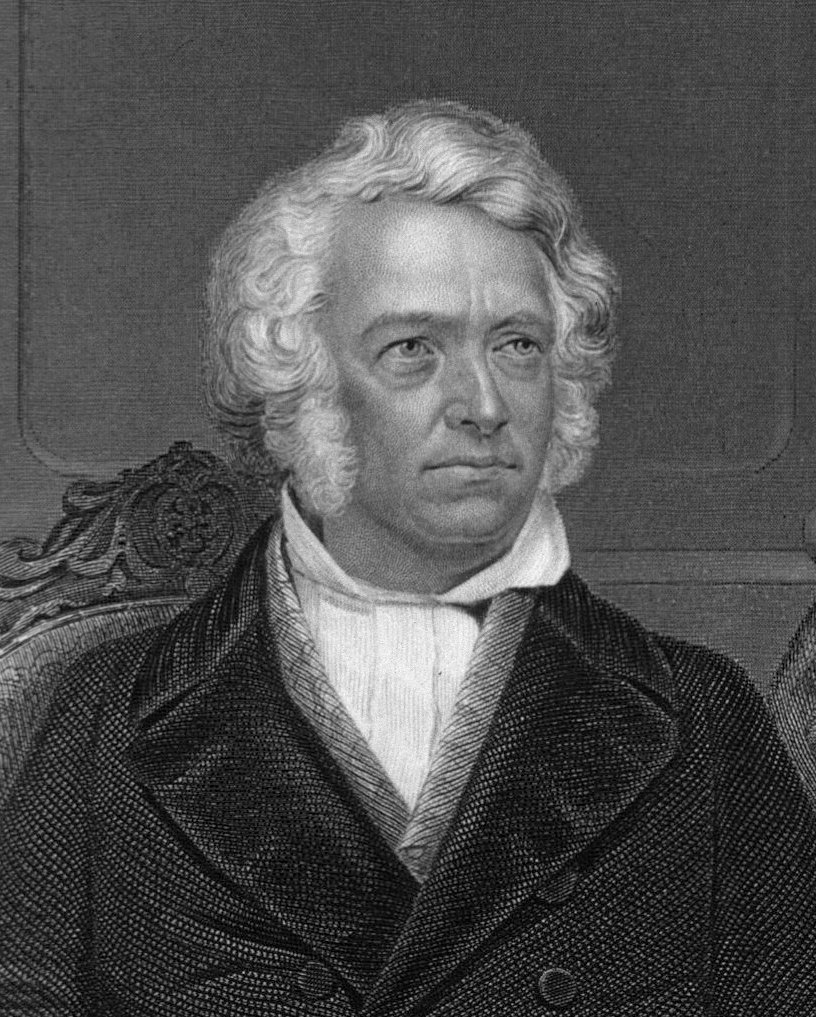
レオポルト・グメリン

レオポルト・グメリン（独: Leopold Gmelin, 1788年8月2日 - 1853年4月13日）は、ドイツゲッティンゲン出身の化学者である。

## 業績
1822年にフェリシアン化カリウムを発見し、1827年にはドイツの生理学者であるフリードリヒ・ティーデマン（en:Friedrich Tiedemann）と共にウシの胆汁中からタウリンを発見した。1848年にはエステルと考案した学者で、最大の功績は1817年から1819年にかけて全3巻からなる初版の『無機化学ハンドブック』（en:Gmelin database）著者で名高い。

## 生涯

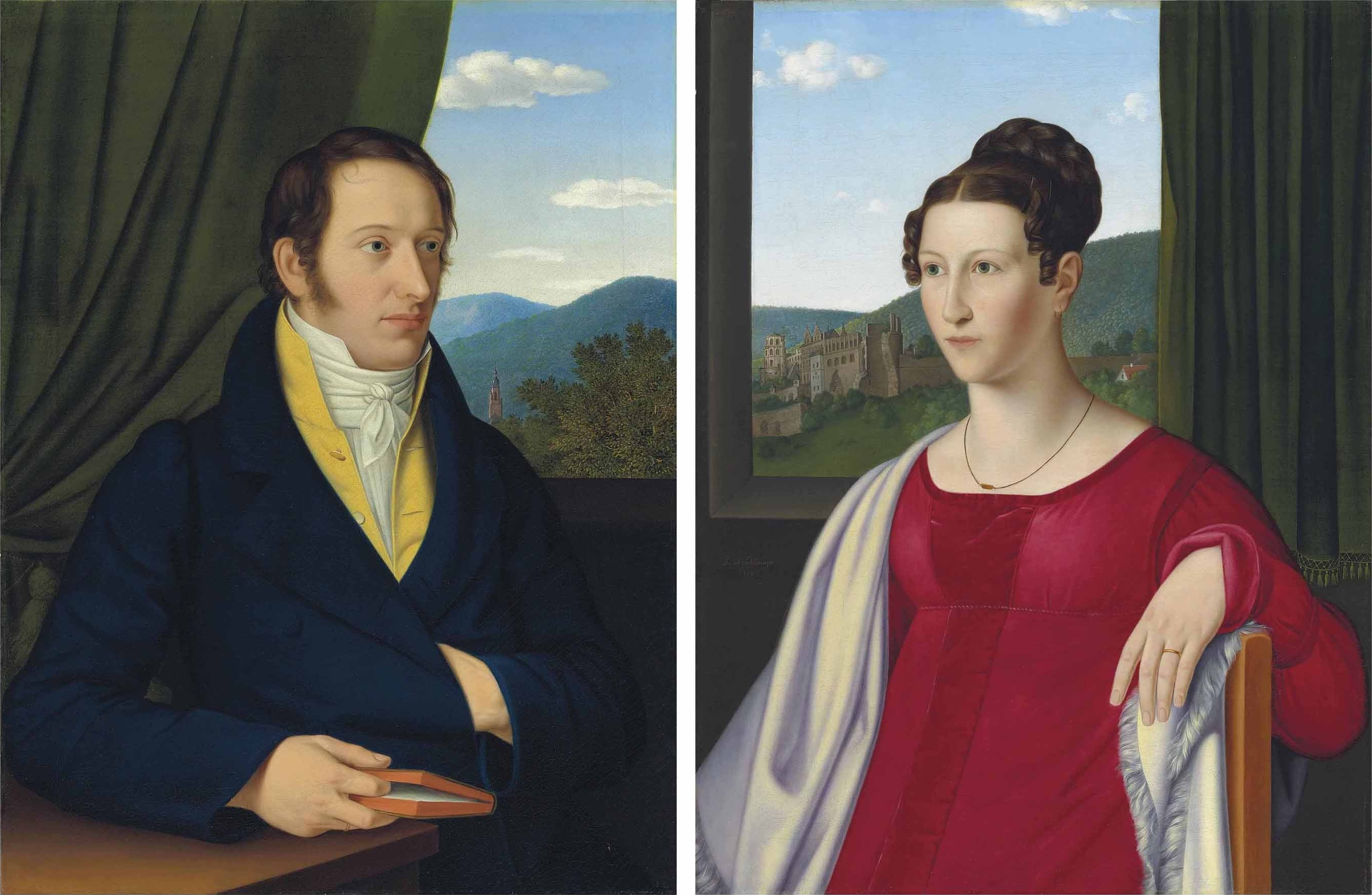
1820年に描かれたグメリンとグメリンの妻

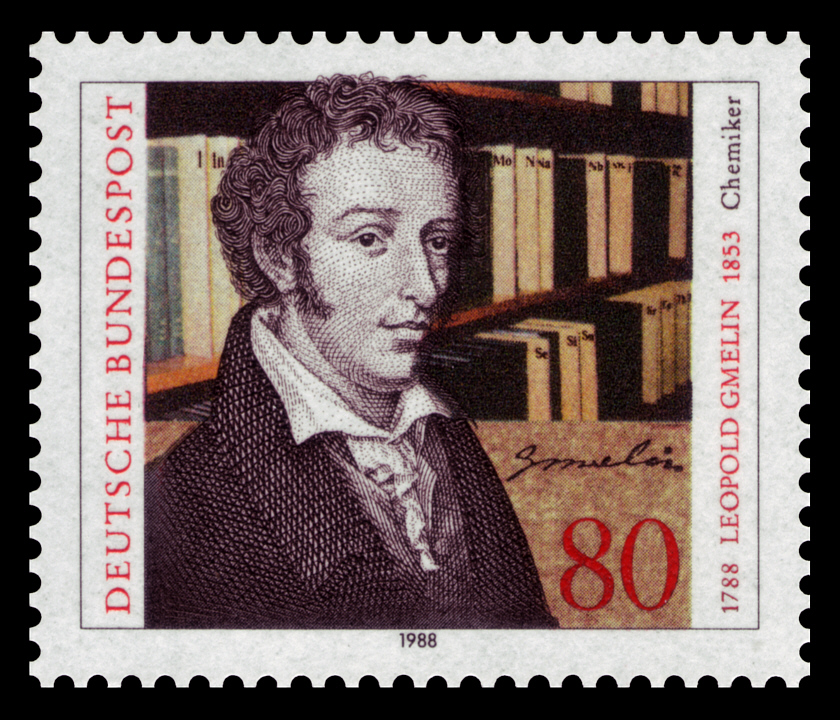
グメリンが描かれたドイツの郵便切手

1788年8月2日にドイツニーダーザクセン州ゲッティンゲン郡ゲッティンゲンに生まれ、ゲッティンゲン大学で化学の教授であった父、ヨハン・フリードリヒ・グメリンの元で生まれる。
父からは化学を学び、従兄のフェルディナントからは医学と薬学を学び、ゲッティンゲン大学ではカドミウムの発見者で名高いフリードリヒ・シュトロマイヤーに影響され化学や薬品を、エバーハルト・カール大学テュービンゲン、ウィーン大学でも学んだ。その後はパリでフランスの化学者、物理学者であるジョセフ・ルイ・ゲイ＝リュサック、同国の化学者、薬剤師のルイ＝ニコラ・ヴォークランの元で指導を受けた。
1813年にルプレヒト・カール大学ハイデルベルクで化学の講師、翌年1814年には臨時の教授となり、1817年に正当な化学の教授と任命されて教室の設営、経理に貢献することになった。
1817年から1819年にかけて全3巻からなる『無機化学全書』の初版を著した。
1822年にフェリシアン化カリウムを発見した。
1827年にはティーデマンと共にタウリンを発見した。
1848年には有機酸または無機酸のオキソ酸とアルコールないしフェノールのようなヒドロキシル基を含む化合物との縮合反応で得られる化合物をエステルと考案した。
1851年に教授を引退した。なお、ロベルト・ブンゼンがグメリンの跡を引き継いだ。
1853年4月13日、ハイゼンベルクで亡くなる。
教え子には1828年にシアン酸アンモニウムを加熱中に尿素が結晶化することを発見したフリードリヒ・ヴェーラー、臭素の発見者で名高いグメリンの弟子であるカール・レーヴィヒ、フェーリング反応として名称が伝わっているヘルマン・フォン・フェーリング、ウィリアムソン合成として名称が伝わっているアレキサンダー・ウィリアムソン、コップの法則として名称が伝わっているヘルマン・フランツ・モリッツ・コップ（en:Hermann Franz Moritz Kopp）、モール塩として名称が伝わっているカール・フリードリヒ・モールがいた。